# Luino
Luino es una localidad y municipio italiano de la provincia de Varese, región de Lombardía, con 14.305 habitantes.

## Evolución demográfica
| Gráfica de evolución demográfica de Luino entre 1861 y 2001 |
|                                                             |
| Fuente ISTAT - elaboración gráfica de Wikipedia             |